# 単線新幹線
単線新幹線（たんせんしんかんせん）とは、単線で整備する新幹線建設方法である。

## 概要
フル規格新幹線と呼ばれる従来の新幹線（複線）を単線にすることで建設費の低減を目指す新幹線建設方法である。大阪産業大学の波床正敏によるとフル規格新幹線に比べて36%のコスト低減が図れるとしている。国土交通省によると令和元年度より前、運行本数は1時間あたり2本（速達タイプ1本、緩行タイプ1本）が可能。コスト削減効果はトンネルは83%、土構造部は83%、高架橋は76～81%、橋梁は66～74%の費用で建設できる。ただし防音壁については削減効果はないと考えていた。令和元年度にケースを設定して詳しく調査し、一部区間（70%）を単線にした場合は約10～11%、全線を単線にした場合は約14％～16％のコスト削減率になった。

## 利点・欠点
利点
- フル規格新幹線車両を利用できる
- フル規格新幹線と同じ速度で高速走行できる
- すでにあるフル規格新幹線区間との直通が容易

欠点
- 運行本数に制限がある
- 高速運転に適した単線用信号保安システムの開発が必要
- 行き違いのための停車が発生し、フル規格新幹線より速達性が低下する